# Arpia marginalis
Arpia marginalis är en fjärilsart som beskrevs av Rothschild 1897. Arpia marginalis ingår i släktet Arpia och familjen nattflyn. Inga underarter finns listade i Catalogue of Life.